# Ralph MacDonald
Ralph Anthony MacDonald (* 15. März 1944 in New York City; † 18. Dezember 2011 in Stamford, Connecticut) war ein US-amerikanischer Percussionist und Komponist.

## Leben
MacDonald wurde 1944 im New Yorker Stadtteil Harlem als Sohn des aus Trinidad stammenden Calypsomusikers Patrick MacDonald geboren, der unter dem Künstlernamen Macbeth the Great bekannt war. Daher kam Ralph MacDonald schon als Kind mit karibischer Musik in Kontakt. Von seinem Onkel Boug erlernte er das Spielen der Conga. Mit vierzehn Jahren begann er, Steeldrums in einer Band eines Harlemer Jugendclubs zu spielen.
Nachdem er als Jugendlicher durch einen Freund Kontakt zur Band von Harry Belafonte bekommen hatte und bei deren Proben oft anwesend war, erhielt er schließlich durch den krankheitsbedingten Ausfall eines Schlagzeugers die Möglichkeit, sein Können zu beweisen. Damit begann ein zehnjähriges Engagement bei Belafonte, das ihn mit dem Arrangeur und Dirigenten William Eaton sowie dem Bassisten William Salter zusammenbrachte. Im Jahr 1966 komponierte er für Belafonte die Stücke des Albums Calypso Carnival, wobei er zum Teil auf Material zurückgriff, das sein Vater bereits benutzt hatte. Im Alter von 27 Jahren gründete Ralph MacDonald mit William Salter und Wiliam Eaton zusammen den Musikverlag Antisia Music. Knapp zwei Jahre später nahm Roberta Flack das von ihm und Salter geschriebene Stück Where Is the Love auf, das dem Verlag mit zehn Millionen verkauften Aufnahmen den endgültigen Durchbruch verschaffte.
Später arbeitete MacDonald mit Musikern wie James Taylor und Carly Simon („Mockingbird“), Billy Joel, Bette Midler, Diana Ross und Paul Simon, im Bereich des Jazz mit Rahsaan Roland Kirk, Ron Carter, Paul Desmond, Randy und Michael Brecker, David Sanborn und Grover Washington Jr. zusammen.
Für den 1979 mit einem Grammy ausgezeichneten Soundtrack zum Film Saturday Night Fever steuerte er als selbst produzierender Künstler das Stück Calypso Breakdown bei. 1982 erhielt er einen Grammy als Komponist für den Hit Just the Two of Us von Grover Washington, Jr. und Bill Withers.
Ralph MacDonald trat bis Ende der 2000er Jahre als Musiker auf und veröffentlicht neue Alben, zuletzt im Jahr 2008 Mixty Motions. Er starb im Dezember 2011 an Lungenkrebs. 
In einem Interview mit der britischen The Times meinte MacDonald, er habe es nie bedauert, trotz seiner Verdienste relativ unbekannt geblieben zu sein: „I don’t want to be a superstar. Above all, I’m a musician first.“

## Diskographische Hinweise
- Sound of a Drum (LDC, 1976)
- The Path (Marlin Records, 1978) mit Michael Brecker, David Sanborn, Bob James
- Surprize! (Polygram Records 1985) u. a. mit Marcus Miller und Eric Gale